# Vochol

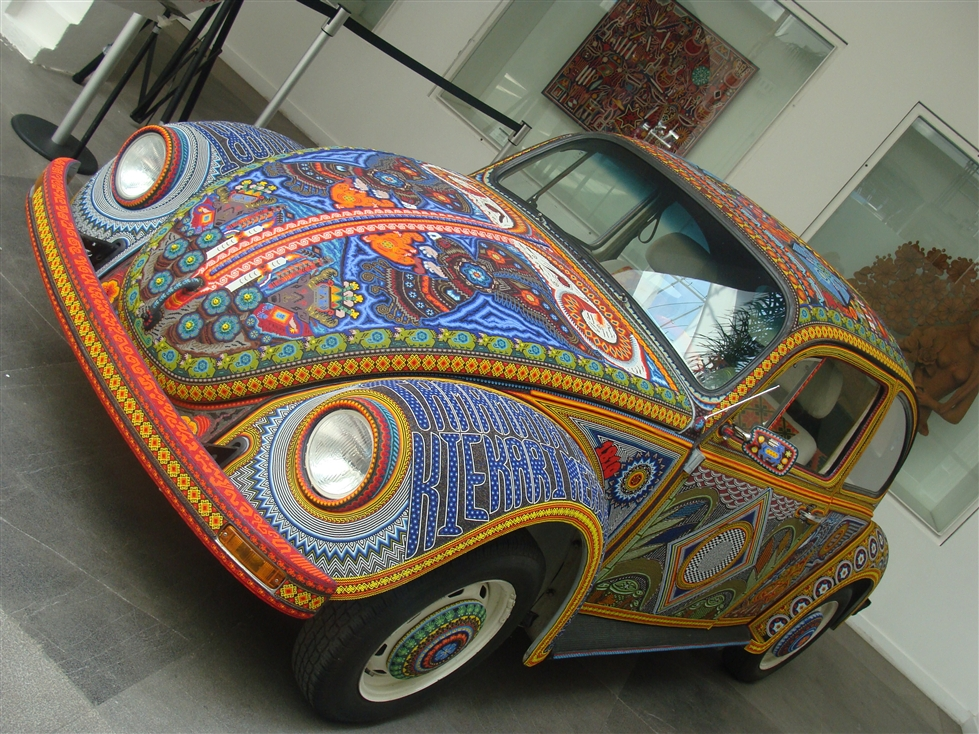
Vochol

El Vochol es un Volkswagen Sedán que ha sido decorado con arte huichol perteneciente al centro-este de México. El nombre es una combinación del término popular mexicano "vocho", vocablo con el que se nombran a los Sedán comúnmente, y de la palabra huichol, la cual es el nombre más usual para la etnia indígena wirrárika. El proyecto fue patrocinado por agencias asociadas al Museo de Arte Popular de la Ciudad de México, los estados de Jalisco, Nayarit y otras organizaciones públicas y privadas. 
Este auto se distingue por estar cubierto con 2 millones 277 mil chaquiras, obra de ocho artesanos de dos familias huicholes, con un diseño exclusivo basado en esta cultura. El trabajo fue terminado a finales del 2010.
Reliquia rodante de los años 30, el Volkswagen sedán permitió a millones alrededor del mundo acceder a la movilidad personal. En México, a su llegada en 1952 instituyó una nueva era, pues llegó a abrir categoría ante una oferta dominada por los modelos nacidos del ideal Detroit, que por sus características en dimensiones y motorización resultaba excluyente.

## Patrocinio y objetivo
Este proyecto fue patrocinado por un gran número de organizaciones públicas y privadas como la Asociación de los Amigos del Museo de Arte Popular, la Secretaría de Cultura del Gobierno del estado de Jalisco y el Consejo Estatal para la Cultura y las Artes del estado de Nayarit.  El propósito de este trabajo fue el de crear un proyecto de arte folclórico para el siglo XXI, el cual demostrara el ritual de la naturaleza,  la habilidad y la cultura Huichol. Las artesanías hechas con chaquira son tradicionales del arte huichol y sus inicios se sitúan en el decorado de cuernos de toro, jícaras, máscaras y cabezas de jaguar. Originalmente, estas obras eran hechas con semillas, sin embargo, hoy día se realizan con cuentas de plástico o vidrio. Este arte continúa evolucionando y  se puede apreciar en distintos materiales modernos como piedra, cerámica y metal. Tradicionalmente, las chaquiras o cuentas se fijan con un tipo de cera que proviene de Campeche.

## El proyecto

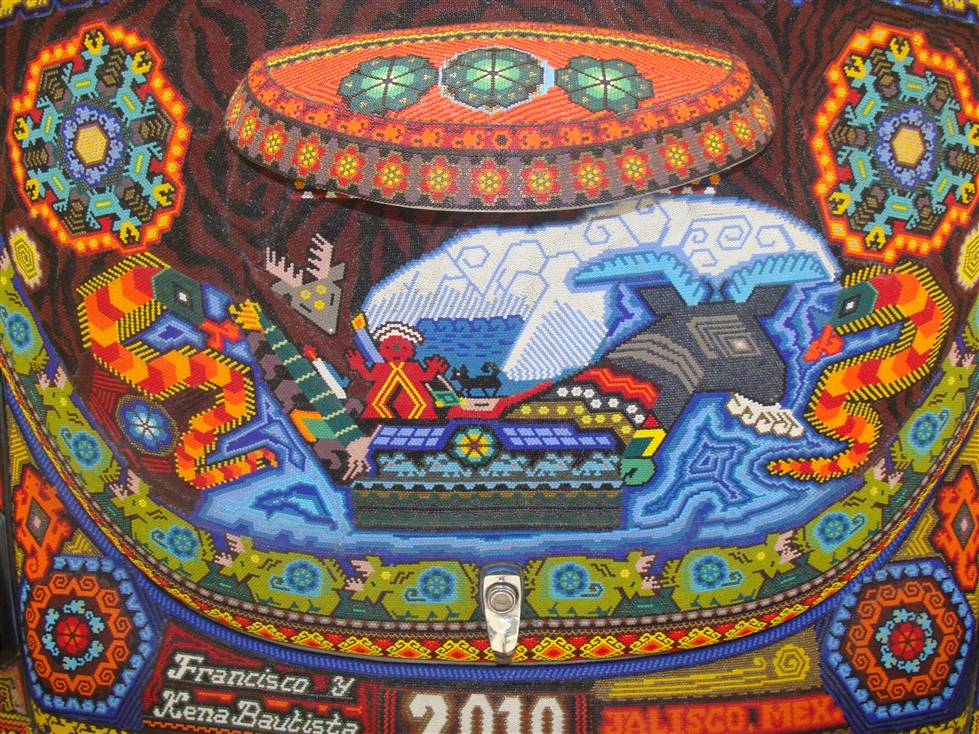
Panel trasero del Vochol

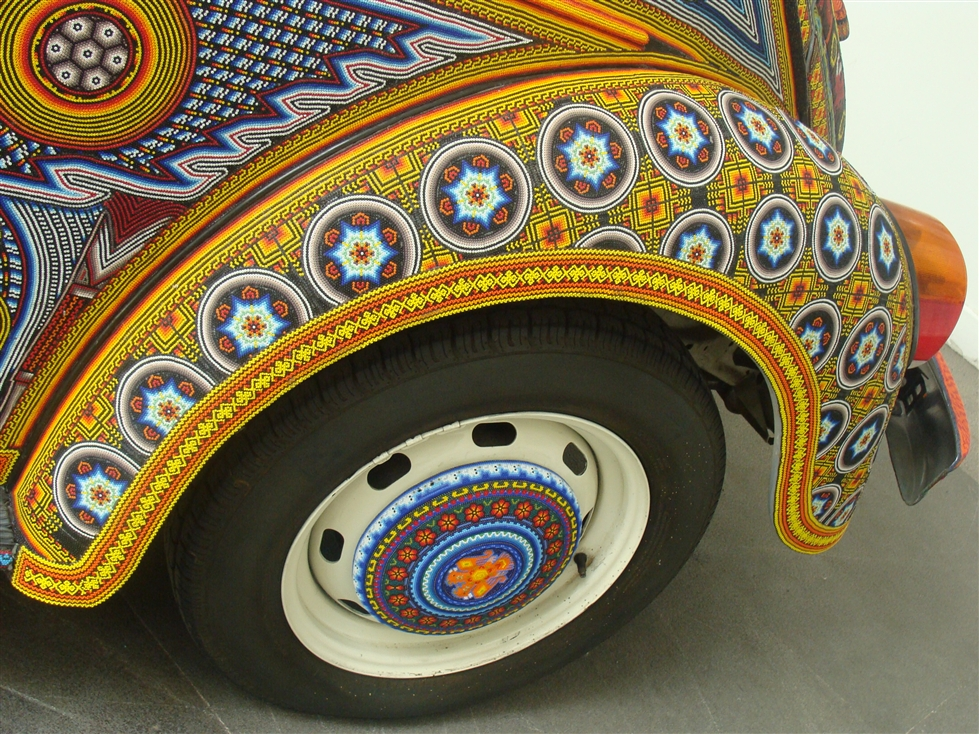
Vista de la salpicadera decorada

El trabajo fue realizado por ocho artesanos de dos distintas familias huicholes, los Bautistas del estado de Jalisco y los Ortiz del estado de Nayarit.  Estos artesanos trabajaron bajo la dirección de Francisco Bautista para decorar el chasis y el interior del vehículo con un exclusivo diseño.  Para los artesanos el carro no sólo fue una fuente de empleo, sino también una vía para promocionar su arte.  Los huicholes trabajaron durante  4,760 horas y utilizaron 2,277,00 chaquiras, las cuales pesaron noventa kilogramos y fueron fijadas con dieciséis kilogramos de resina, la cual soporta hasta 200° Celsius. Este proyecto se llevó a cabo, primeramente, en el Hospicio Cabañas y duró siete meses siendo su comienzo en mayo del 2010. En una etapa posterior, el trabajo se continuó en el Centro Estatal para las Culturas Populares e Indígenas de Nayarit. Los últimos detalles se realizaron en el Museo de Arte Popular en la Ciudad de México.
Las imágenes plasmadas en el automóvil representan las deidades y cultura huichol. Estas incluyen, en el capó del coche, dos serpientes sobre nubes que emulan la lluvia. En la parte trasera se observan ofrendas y una canoa dirigida por un chamán. A los costados se aprecian los dioses del sol, el fuego, maíz, venados y peyote. El techo contiene un gran sol y cuatro águilas que representan la unión entre el hombre y los dioses. También se puede observar una figura del ojo de dios, que es una figura con cinco puntos simbólicos. El centro representa la fuente de la vida y el este la luz, la fuerza y el conocimiento. El oeste es asociado con la historia de los ancestros y el sur con la agricultura; mientras que el norte se relaciona con el fin de la historia y la culminación de los elementos. Estas direcciones se vinculan con los estados de Jalisco (centro), San Luis Potosí (este), Nayarit (oeste), Colima y Michoacán (sur) y Durango (norte). Las salpicaderas frontales tienen marcada la frase de : “200 años de la Independencia” y“100 años de la Revolución mexicana” en el idioma wixarika.

## Presentación y futuro del proyecto

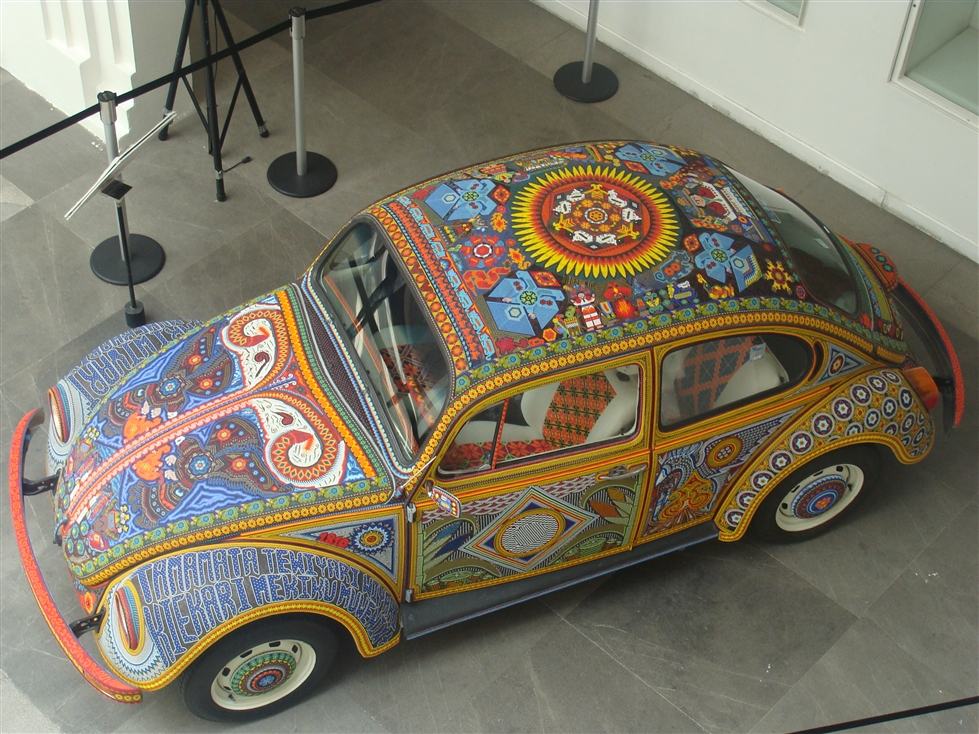
Vochol visto desde arriba

Después de que se completó el trabajo, el automóvil fue presentado en la octava edición de la Zona MACO (México Arte Contemporáneo) en Guadalajara por el presidente del Consejo Nacional para la Cultura y las Artes (Conaculta), Consuelo Sáizar en diciembre del 2010. Posteriormente, el coche fue exhibido en el Museo de Arte Popular de la Ciudad de México. El siguiente paso fue un tour internacional para exponer el proyecto en museos de varios países del mundo como los Estados Unidos Americanos, Europa, Asia y América del Sur.